# Diaus Pitar
Diaus Pitar of Diaus Pita, Dyaus, is de Hemelse Vader, de god van de hemel, de goddelijke echtgenoot van Prithvi en vader van Agni, Indra (RV 4.17.4), Surya en Ushas, de dochter die de dageraad voorstelt. Oorspronkelijk en in de archaïsche Vedische context, waren Dyausa Pita en Pritvi Mata een enkele samengestelde dvandva entiteit, genaamd de Dyavaprthivi. Soms worden ze alle twee als vrouwelijk voorgesteld, als twee zusters. Prithivi is de Aarde, de moeder van alles op aarde, soms als symbool van geduld en wijsheid voorgesteld als de koe Prishni. Dyaus is de stier. De zon Surya is hun zoon, die tussen hen in staat. Zijn functies en attributen zijn overgenomen door Indra.

## Etymologie en oorsprong
Diaus pitar stamt vermoedelijk uit de Indo-Europese religie, waar men mogelijk een god Dyeus (pater) kende. Dit wordt aangenomen op basis van vergelijkend mythologisch onderzoek en historische taalkunde. De god Diaus pitar is in naam en positie bijvoorbeeld verwant aan andere hemelse oppergoden zoals Zeus en Jupiter. Het onderliggende Indo-Europese  *Dyéus phater kan worden vertaald als 'hemelvader' of als 'godvader'. In het Proto-Indo-Europees zijn woorden voor 'dag', 'hemel' en 'god' namelijk verwant. Op de reconstructie *dyeus phater bestaan (kleine) variaties.

## Geschiedenis

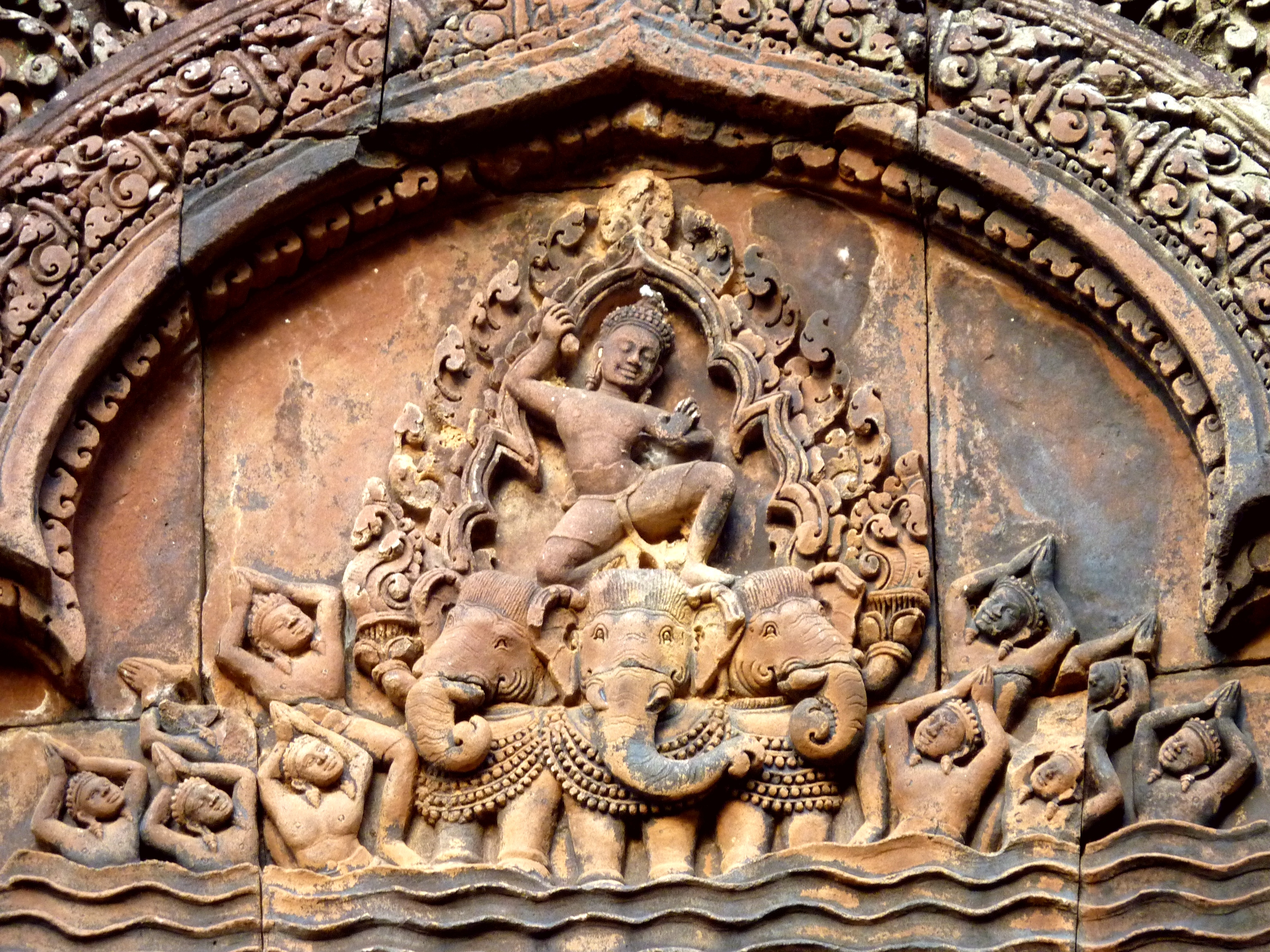
De god Indra.

Hemel en aarde worden in de Rig Veda (1,160) als ovalen, twee wereldhelften (ródasi), beschreven. Volgens Varuna's wet zijn de hemel en aarde van elkaar getrokken (6.70,1). Als alwetende vader en moeder beschermen ze het heelal, brengen ze welzijn en weren ze kwaad af. Het zaad dat uit de twee wereldhelften wordt geschonken, was de basis voor Manu of de mensheid (6.70,2). De hemel en aarde stromen over van honing.
Deze godheid werd tegen het eind van het 2e millennium v.Chr. de god Zeus van de Doriërs. De Hemel (Dyaus) was tevens een belangrijke god in de Indo-Europese mythologie en bleef dat in de figuur van Zeus in Griekenland en Jupiter in het Romeinse Rijk. In India werden de meeste aspecten van zijn macht overgenomen door Indra. Ook de Germaanse Ziu (Tyr), de god van de volksvergadering, het ding, groeide uit tot oppergod, maar verloor zijn positie aan Odin en Thor.